# 许村塔
许村塔，位于中国广东省韶关市南雄市黄坑镇许村村，现为广东省文物保护单位，类型为古建筑，公布时间为2019年4月19日。
许村塔的历史年代为北宋。